# Potrero Nuevo, Villa Guerrero
Potrero Nuevo är en ort i Mexiko.   Den ligger i kommunen Villa Guerrero och delstaten Mexiko, i den sydöstra delen av landet, 80 km sydväst om huvudstaden Mexico City. Potrero Nuevo ligger 1 869 meter över havet och antalet invånare är 685.
Terrängen runt Potrero Nuevo är kuperad. Runt Potrero Nuevo är det tätbefolkat, med 427 invånare per kvadratkilometer. Närmaste större samhälle är Ixtapan de la Sal, 7,9 km sydväst om Potrero Nuevo. I omgivningarna runt Potrero Nuevo växer huvudsakligen savannskog.